# خوان رودریگز
خوان رودریگز (اسپانیایی: Juan Rodríguez‎؛ زادهٔ ۱ آوریل ۱۹۸۲) یک بازیکن فوتبال اهل اسپانیا است که اکنون در پست هافبک برای تیم رئال مایورکا بازی می‌کند.
از باشگاه‌هایی که در آن بازی کرده‌است می‌توان به ختافه، دپورتیوو لاکرونیا و مالاگا اشاره کرد.